# Solenopodium caribaeorum
Solenopodium caribaeorum är en korallart som först beskrevs av Duchassaing och Giovanni Michelotti 1860.  Solenopodium caribaeorum ingår i släktet Solenopodium och familjen Briareidae. Inga underarter finns listade i Catalogue of Life.